# 向通汉
向通汉（10世纪？—1021年），北宋西南溪峒蛮首领。
淳化二年（991年），以五溪（今湖南西部）诸州统军、鹤州刺史为羁縻富州（今湖北来凤、咸丰一带）刺史。至道二年（996年），宋太宗祀南郊，向通汉上言五溪诸州连接十洞，控西南诸民族之地，而王民安居。并以勤王之诚请功。加官至检校司徒，进封河内郡侯。咸平元年（998年），请定租税，宋真宗以荒服不征，未许。景德元年（1004年），遣使潭州营佛事，以报朝廷存恤之惠。景德三年（1006年），晋升为五溪都防御使，并追赠其父母。天禧元年（1017年），率所部入朝，贡名马、丹砂、银装剑槊、兜鍪、彩牌等，诏赐袭衣、金带等方物，特许其可五日一朝。后又献五溪地理图，特授检校太傅、富州防御使，赐疆土。